# Dogondoutchi (département)
Dogondoutchi est un département du sud-ouest du Niger situé dans la région de Dosso.

## Géographie

### Situation
Le département de Dogondoutchi est entouré par :
- au nord : la région de Tillabéri (département de Filingué).
- à l'est : la région de Tahoua (départements d'Illéla et Birni N'Konni), et le Nigéria,
- au sud : le département de Gaya,
- à l'ouest : les départements de Dosso et Loga.

## Histoire
L'arrondissement de Dogondoutchi est transformé en département en 1998, il est constitué de la commune Dogondoutchi et des cantons de Dogondoutchi, de Takassaba/Guéchémé et de Tibiri. En 2011, Tibiri est érigé au statut départemental.

## Administration
Dogondoutchi est un département de 8 206 km² de la région de Dosso.

Son chef-lieu est Dogondoutchi.
Son territoire se décompose en 
:
- Communes urbaines : Dogondoutchi.
- Communes rurales : Dan-Kassari, Dogonkiria, Kiéché, Matankari, Soucoucoutane,

Lors de la réforme administrative de 2012, les communes de Douméga, Guéchémé, Koré Maïroua, et Tibiri (Doutchi) sont soustraites du département pour former le département de Tibiri.
| Code INS | Commune       | Superficie (km²) | Population (2012) | Localités |
| -------- | ------------- | ---------------- | ----------------- | --------- |
| 30301    | Dan-Kassari   | 1 609            | 78 132            | 232       |
| 30302    | Dogondoutchi  | 678              | 71 692            | 82        |
| 30303    | Dogonkiria    | 2 608            | 65 990            | 193       |
| 30304    | Kiéché        | 443,6            | 48 980            | 173       |
| 30305    | Matankari     | 1 518            | 68 979            | 258       |
| 30306    | Soucoucoutane | 1 350            | 38 700            | 113       |

## Population
La population est estimée à 682 289 habitants en 2011, 372 473 habitants après la réforme administrative de 2012.